# Tre minuti di ricordi/La verde panca
Tre minuti di ricordi/La verde panca è un singolo di Alessandro pubblicato nel 1973 dalla casa discografica CBS.

## Descrizione
Il cantante col brano Tre minuti di ricordi ha partecipato al Festival di Sanremo 1973 classificandosi al 14º posto.

## Tracce
Lato A
- Tre minuti di ricordi (Testo di Alessandro Pintus e Michele Del Prete)

Lato B
- La verde panca (Testo di Alessandro Pintus, Luciano Beretta e Michele Del Prete